# Nadando com os Tubarões
| Críticas profissionais | Críticas profissionais |
| Avaliações da crítica  | Avaliações da crítica  |
| Fonte                  | Avaliação              |
| ---------------------- | ---------------------- |
| Clique Music           | [ 2 ]                  |
| Galeria Musical        | [ 3 ]                  |

Nadando com os Tubarões é o terceiro álbum da banda brasileira Charlie Brown Jr., lançado em 2000. Foi o último álbum com a formação original do Charlie Brown Jr.. Após este álbum, um dos guitarristas Thiago Castanho deixou o grupo, alegando problemas de agenda.
O álbum traz o sucesso "Não é Sério". Seu lançamento foi fundamental para firmar a banda como um dos maiores nomes no cenário do rock nacional.

O álbum conta com as participações especiais de Negra Li e RZO.
| “ | "Em 98, o Chorão foi ver o RZO tocar e depois foi ao camarim para nos fazer o convite para participar do disco." | ” |

## Faixas
| N.º            | Título                                                                       | Compositor(es)                                    | Duração |  |
| 1.             | "Rubão, o Dono do Mundo"                                                     | Chorão, Marcão                                    | 2:17    |  |
| 2.             | "Ralé"                                                                       | Chorão                                            | 3:15    |  |
| 3.             | "Não é Sério" (ft. Negra Li)                                                 | Chorão, Champignon, Pelado, Negra Li              | 4:50    |  |
| 4.             | "O Penetra"                                                                  | Chorão, Thiago, Tadeu Patolla                     | 3:14    |  |
| 5.             | "A Banca" (ft. RZO e Sabotage)                                               | Charlie Brown Jr., RZO                            | 5:53    |  |
| 6.             | "Tudo Mudar"                                                                 | Chorão, Thiago                                    | 2:13    |  |
| 7.             | "Fichado"                                                                    | Chorão, Marcão                                    | 3:08    |  |
| 8.             | "Ouviu-Se Falar"                                                             | Chorão, Champignon                                | 3:12    |  |
| 9.             | "Amor pelas Ruas" (instrumental)                                             | Champignon                                        | 1:57    |  |
| 10.            | "Essa é por Quem Ficou pra Trás"                                             | Chorão, Thiago                                    | 3:37    |  |
| 11.            | "Transar no Escuro"                                                          | Chorão, Marcão                                    | 3:03    |  |
| 12.            | "Fundão" (vinheta)                                                           | Champignon                                        | 1:57    |  |
| 13.            | "Somos Extremes no Esporte e na Música" (ft. Controlamente e De Menos Crime) | Chorão, Champignon, Mikimba, Controlamente        | 4:31    |  |
| 14.            | "Talvez a Metade do Caminho" (ft. Fábio Abrão)                               | Chorão, Champignon                                | 3:01    |  |
| 15.            | "Pra Mais Tarde Fazermos a Cabeça"                                           | Chorão, Champignon                                | 3:01    |  |
| 16.            | "No Desafio, Ibiraboys / A União Prevalece"                                  | Chorão, Champignon, Mikimba, Thron, Pois é, Rajja | 3:50    |  |
| 17.            | "Trocando Uma Idéia Com Deus"                                                | Chorão                                            | 3:05    |  |
| Duração total: | Duração total:                                                               | Duração total:                                    | 53:24   |  |

## Formação
- Chorão: vocal
- Champignon: baixo, vocal e beatbox
- Marcão Britto: guitarra
- Thiago Castanho: guitarra
- Renato Pelado: bateria

Músicos adicionais
- DJ Anderson Franja – scratches em "Ralé" e "Pra Mais Tarde Fazermos a Cabeça"
- Controlamente – vocais em "Ralé"
- De Menos Crime – vocais em "Somos Extremes no Esporte e na Música"
- Radjja de Santos – vocais em "No Desafio, Ibiraboys/A União Prevalece"
- Mikimba – vocals em "No Desafio, Ibiraboys/A União Prevalece"
- RZO – Vocais, Scratches em "A Banca"
- Negra Li – Vocais em "Não É Sério"
- Maestro Mojica – Trompete em "Ralé"
- Tadeu Patolla – guitarra em "O Penetra"

## Prêmios e indicações
| Ano  | Prêmio                                     | Categoria                                        | Resultado | Ref.  |
| ---- | ------------------------------------------ | ------------------------------------------------ | --------- | ----- |
| 2001 | Grammy Latino de 2001                      | Grammy Latino de Melhor Álbum de Rock Brasileiro | Indicado  | [ 5 ] |
| 2001 | Prêmio Multishow de Música Brasileira 2001 | Melhor CD                                        | Indicado  |       |

### Vendas e certificações
| País          | Certificação | Vendas   |
| ------------- | ------------ | -------- |
| Brasil - ABPD | Ouro         | 100,000+ |